# Broighter-skatten
Broighter-skatten eller Broighter-guldet er et depotfund af guldgenstande fra jernalderen omkring år 100 f.v.t., der blev fundet i 1896 af Tom Nicholl og James Morrow på en mark nær Limavady, i det nordlige Irland (nu Nordirland). Depotfundet består af en 18 cm lang guldbåd, en torque og skål i guld, og nogle andre smykker.
Fundet er udstillet på National Museum of Irelands afdeling for arkæologi, og beskriver torquen som den "fineste eksempel på irsk La Tène-guldarbejde". Der er udstillet en replika af fundet på Ulster Museum i Belfast.
Videnskabelige analyser af guldet indikerer, at det har samme oprindelse, men genstandene viser stor diversitet i stil fra keltisk til romersk.
Et design fra fundet blev brugt som motiv på de nordirske 1 pund-mønter i 1996 og guldskibet blev også brugt på den sidste irske 1 punds mindemønt. Broighter-kraven og Broighter-skibet var motiv på de definitive frimærker fra Irland 1990–1995.

## Galleri
- Båden
- Torquen
- Skålen
- En af de to halskæder fra fundet